# Strmec pri Svetem Florijanu
Strmec pri Svetem Florijanu este o localitate din comuna Rogaška Slatina, Slovenia, cu o populație de 171 de locuitori.